# K-League de 2005
A K-League de 2005 foi a 23º edição da principal divisão de futebol na Coreia do Sul, a K-League. A liga começou em maio e terminou em dezembro de 2005. 
Doze times participaram da liga. O Ulsan Hyundai Horangi foi o campeão pela segunda vez.